# Unicorn (Noa Kirel)
Unicorn is een nummer van de Israëlische zangeres Noa Kirel, uitgebracht op 8 maart 2023. Het nummer vertegenwoordigt Israël op het Eurovisie Songfestival 2023 nadat de artiest intern was geselecteerd door de Israeli Public Broadcasting Corporation (IPBC/Kan), de Israëlische omroeporganisatie voor het Eurovisie Songfestival.  

## Eurovisiesongfestival

### Interne selectie
Een speciale commissie bestaande uit leden van Kan, muziekredacteuren en externe vertegenwoordigers stelde elk twee artiesten voor uit 78 die aanvankelijk in aanmerking kwamen op basis van airplay op Gimel en Galgalatz, en genomineerden voor Singer of the Year en Group of the Year-prijzen in 2019, 2020 en 2021. Op 11 juli 2022 kondigde Kan aan dat Noa Kirel bovenaan de lijst stond met Jonathan Mergui op de tweede plaats.  Ondanks dat Kirel de volgende dag verklaarde dat zij en haar team nog geen beslissing moesten nemen, meldde de Israëlische televisiezender HaHadashot 12 (onderdeel van Channel Keshet 12 ) begin augustus 2022 dat de uitnodiging was geaccepteerd door de zangeres, wat later werd bevestigd tijdens een persconferentie dat werd gehouden in Hotel Carlton in Tel Aviv op 10 augustus 2022. 
Op 17 januari 2023 maakte Kirel bekend dat haar nummer voor het Eurovisie Songfestival 2023 de titel Unicorn zou krijgen. Op 8 maart 2023 werd het dan officieel voorgesteld. In tegenstelling tot vele andere  artiesten aan het festival nam Kirel niet deel aan de bekende Eurovisie pre-parties. 

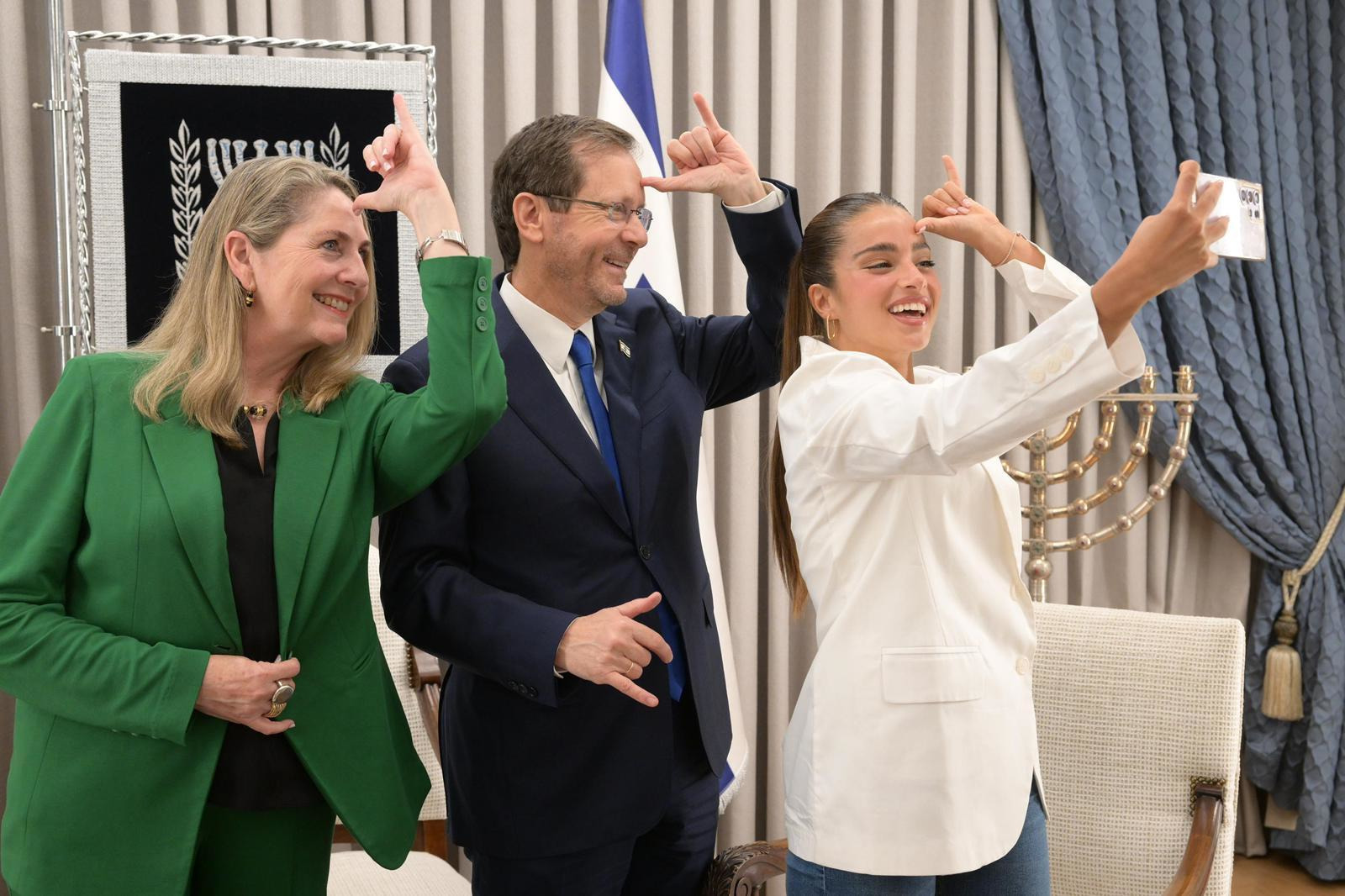
Noa Kirel (rechts), president Isaac Herzog en zijn vrouw Michal Herzog demonstreren het 'Eenhoorn'-gebaar tijdens een erebezoek van haar aan het presidentiële huis van de staat Israël in 2023